# Espen Bjervig
Espen Bjervig, född den 30 juni 1972, är en norsk före detta längdåkare som tävlade i världscupen mellan åren 1995 och 2004. Han tillhörde Oseberg Skilag.
Bjervigs främsta merit i världscupen är från en tävling i januari 1999 över 15 kilometer klassiskt i estländska Otepää som han vann. 
Bjervig deltog i ett internationellt mästerskap, VM 1999 där han var med i det norska stafettlag som slutade tvåa. Individuellt blev han som bäst åtta på 10 kilometer klassiskt.